# Royal Astronomical Society
La Royal Astronomical Society (RAS) començà com la Societat Astronòmica de Londres (Astronomical Society of London) el 1820 per donar suport a la investigació astronòmica. Canvià el seu nom a Royal Astronomical Society el 1831 quan fou declarada "reial" per Guillem IV del Regne Unit. Fou oberta a dones per primer cop el 1915. Es tracta de l'organització britànica afegida a la Unió Astronòmica Internacional (UAI/IAU) i és un membre del Science Council. Els seus membres són habitualment referits com "fellows" (FRAS, Fellow of the Royal Astronomical Society). La Societat organitza una reunió mensual, generalment el segon divendres de cada mes, i que té lloc a Londres.

## Grups associats
La Royal Astronomical Society actua com a patrocinador dels següents grups destacats:
- L'Astroparticle Physics Group (amb l'Institute of Physics, IoP)
- L'Astrophysical Chemistry Group (amb el Royal Society of Chemistry)
- El British Geophysical Association (amb el Societat Geològica de Londres)
- El Magnetosphere Ionosphere i Solar-Terrestrial Group (MIST)
- El Planetary Forum
- L'UK Astrobiology Network
- L'UK Solar Physics Group

## Presidents
La primera persona encarregada de presidir la Societat fou el conegut William Herschel, descobridor del planeta Urà. Tot i així, mai arribà a presidir cap reunió. Avui dia la presidència és de dos anys. Entre els científics més coneguts que han presidit la Societat es troben:
- William Herschel
- John Herschel
- Patrick Moore
- George Airy
- Arthur Cayley
- John Couch Adams
- Charles Pritchard
- William Lassell
- James Glaisher
- George Darwin
- Edward Stone
- Arthur Eddington
- Arthur Milne
- Fred Hoyle
- Mary Somerville
- Caroline Herschel